# Spansion

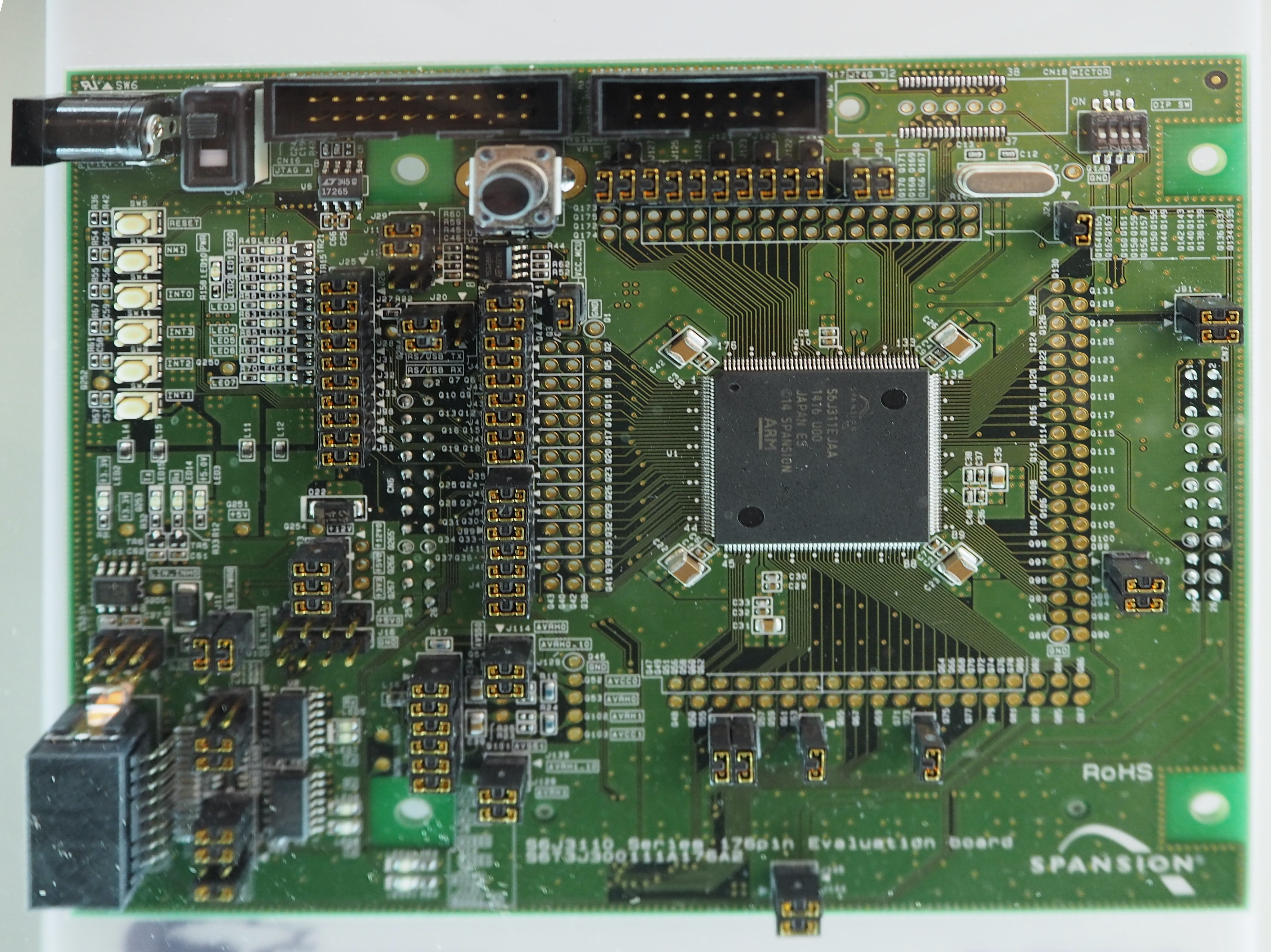
Spansion Traveo evaluation board

Spansion è una joint-venture tra AMD e Fujitsu.
Spansion ha 8.400 lavoratori e ha sede a Sunnyvale, California (USA).

## Storia
Nel 1993, AMD e Fujitsu formano una joint venture al 50% ciascuno chiamata FASL. nel 2003, AMD incrementa la sua quota al 60%.
Nel dicembre del 2005 questa joint venture divenne pubblica e la quota di AMD decrebbe al 37%.